# Suus Gerritsen
Suus Gerritsen (* 7. Oktober 2005) ist eine niederländische Volleyballspielerin.

## Karriere
Gerritsen spielte von 2021 bis 2025 bei Dynamo Apeldoorn. Die bisherige Junioren-Nationalspielerin steht im Kader der niederländischen Nationalmannschaft in der Nations League 2025. Zur Saison 2025/26 wechselt die Mittelblockerin zum deutschen Bundesligisten SSC Palmberg Schwerin.